# Ärzte Krone
Ärzte Krone ist eine österreichische werbefinanzierte Zeitschrift für Allgemeinmedizin, Fachärzte und Gesundheitsbehörden, die von der Ärzte Krone GmbH, deren Sitz und Redaktion in Wien ist, verlegt wird und an die Zielgruppe gratis ausgeteilt wird.

## Geschichte
Die Ärzte Krone wurde im Jahre 2000 in Kooperation mit der österreichischen Tageszeitung Kronen Zeitung gemeinsam mit den Zeitschriften Apotheker Krone, Zahn Krone und Krone Gesund der Kronen Zeitung gegründet. Das Medium erscheint 23-mal jährlich. Die Hefte sind seit der ersten Ausgabe online abrufbar. Die Ärzte Krone hatte 2008 laut GfK Austria eine Auflage von 14.200 Stück und verfügte über eine Reichweite von 42 Prozent. 2021 hatte sie laut Österreichische Auflagenkontrolle noch eine Auflage von 13.470 Exemplaren.